# Cyclotropis
Cyclotropis is een geslacht van weekdieren uit de klasse van de Gastropoda (slakken).

## Soort
- Cyclotropis papuensis Tapparone Canefri, 1883